# Grenzgänger (Cormac McCarthy)
Grenzgänger (englischer Originaltitel: The Crossing) ist ein Roman des US-amerikanischen Autors Cormac McCarthy aus dem Jahr 1994, die deutschsprachige Übersetzung von Hans Wolf erschien 1995. Das Buch ist nach seinem Vorgänger All die schönen Pferde der mittlere Teil der Reihe The Border Trilogy, die mit Land der Freien endet. 

## Inhalt
Wie das Vorgängerbuch All die schönen Pferde spielt Grenzgänger im Grenzgebiet des Bundesstaats New Mexico und Mexiko. Nur wenige Andeutungen weisen darauf hin, dass die Handlung in der Zeit vor und während des Zweiten Weltkrieges spielt. Im Mittelpunkt steht die Geschichte des Farmerjungen Billy Parham von seinem 16. Lebensjahr bis in sein frühes Erwachsenenalter sowie seiner Familie und seines jüngeren Bruders Boyd. 
Die Geschichte berichtet von drei Reisen, die Billy Parham von New Mexico ins Nachbarland Mexico unternimmt. Die erste Reise beginnt mit einigen Jagdausflügen, die Billy, sein Vater und gelegentlich auch sein Bruder unternehmen. Sie legen Wolfsfallen aus und beobachten, ob sie das Tier eingefangen haben, das ihre Herden bedroht. 
Schließlich jagen sie eine trächtige Wölfin, die aber immer wieder entwischt. Eines Tages entdeckt Billy beim Abreiten der Fallen die gefangene Wölfin. Mit der Entdeckung der Wölfin beginnt der erste Hauptteil des Buches: Der 16-jährige Billy Parham verlässt sein Elternhaus und macht sich auf den Weg nach Mexiko, um die Wölfin, die er gefangen hat, dort wieder freizulassen. Unterwegs trifft er andere Reisende und Einwohner der Region von Chihuahua, mit denen er längere philosophische Gespräche führt.
Als er Monate später zur elterlichen Farm zurückkehrt, findet er das Haus verlassen vor: die Eltern sind ermordet, die Pferde gestohlen worden, nur sein zwei Jahre jüngerer Bruder Boyd hat überlebt und wurde bei Pflegeeltern untergebracht. Von dort machen sie sich gemeinsam nach Mexiko auf, um die gestohlenen Pferde zu finden. 
Diese Suche, die den zweiten Hauptteil des Buches ausmacht, wird zur Suche nach der eigenen Identität und nach Heimat. Sein Bruder Boyd bleibt mit dem Mädchen, das sie unterwegs aufgelesen haben, in Mexiko zurück. Den dritten Grenzübertritt vollzieht Billy Parham schließlich mit ungefähr 20 Jahren, als er sich noch einmal nach Mexiko aufmacht, um nach seinem Bruder zu suchen. Er erfährt, dass er erschossen wurde, gräbt seine sterblichen Überreste aus und bringt sie über die Grenze zurück nach New Mexico. Die letzten Szenen zeigen Billy allein und nach einem Raubüberfall, bei dem sein Pferd schwer verletzt wird, in einem desolaten Zustand.